# Escandinavisme

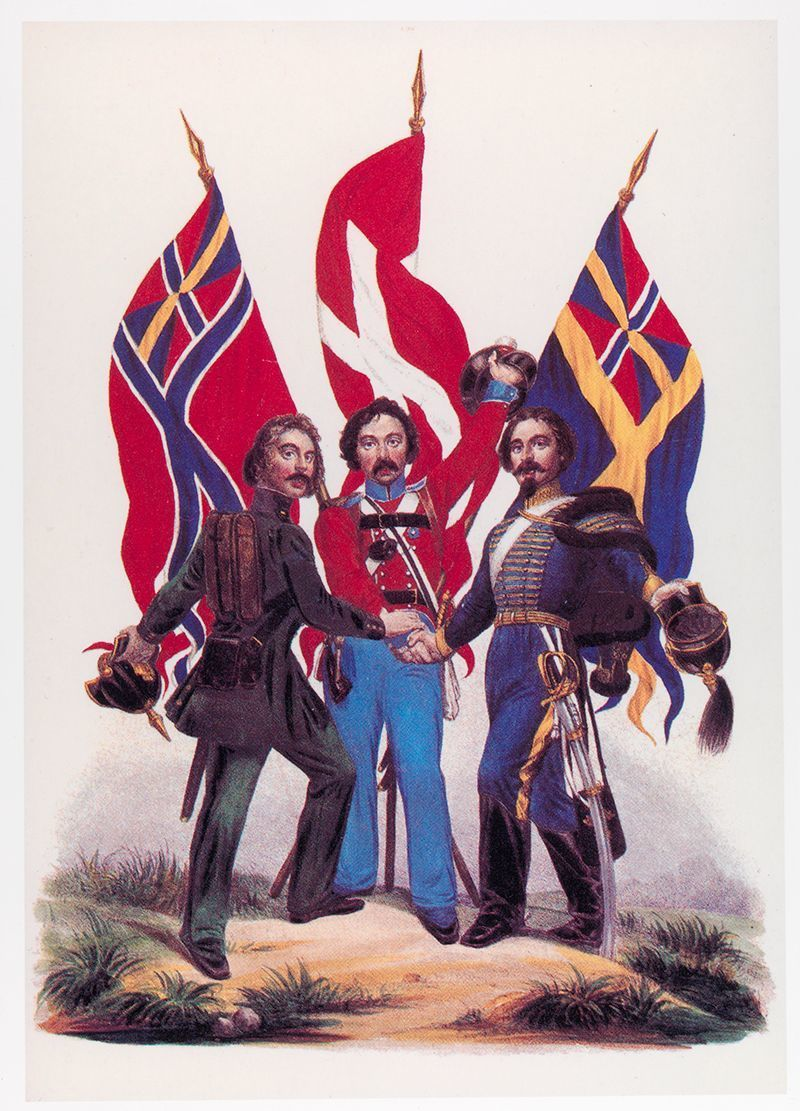
Propaganda del que mostra (d'esquerra a dreta) soldats de Noruega, Dinamarca i Suècia amb les respectives banderes i donant-se les mans.

L'escandinavisme o panescandinavisme és un fenomen polític, lingüístic i cultural que, impulsat per estudiants universitaris durant la dècada del 1840, es va formar a Dinamarca i Suècia amb base a Escània i girava entorn a la idea d'una unitat escandinava. Aquesta ideologia suporta diversos tipus de cooperació entre els països escandinaus, i se centra en la promoció i defensa com a elements d'una herència comuna el seu passat compartit, la mitologia nòrdica i les arrels lingüístiques del nòrdic antic.

## Història
Es va originar paral·lelament als moviments d'unificació d'Alemanya i Itàlia, tot i que, a diferència d'aquests, el projecte d'un estat escandinau no va reeixir i no va tenir continuïtat. Va ser estimulat pels descobriments filològics i arqueològics dels segles xviii i XIX, la pujada del pangermanisme i paneslavisme i un temor general a l'expansionisme rus.
El moviment va tenir una força significant entre els anys 1846 i 1864, malgrat que només va gaudir d'un fort suport entre els suecs de Finlàndia. La caiguda del panescandinavisme va arribar aquest darrer any, amb l'esclat de la Segona Guerra de Slesvig; Carles XV de Suècia, que en aquells moments era el rei de la unió entre Suècia i Noruega, no només no va aconseguir defensar el moviment sinó que no va poder ajudar Dinamarca en la guerra. Tot i això, a finals del segle XX hi va haver un resorgiment del sentiment panescandinau.

## L'escandinavisme en la cultura popular
L'escriptor Hans Christian Andersen es va adherir a l'escandinavisme després d'una visita a Suècia el 1837, i es va comprometre a escriure un poem a expressar la connexió de suecs, danesos i noruecs. Dos anys més tard, durant una visita a l'illa danesa de Fiònia, va escriure el poema Jeg er en Skandinav ("Sóc escandinau"), com a part de l'himne escandinau; posteriorment el compositor Otto Lindblad va afegir-hi la música, i la composició va publicar-se el 1840.
En un dels relats de Sherlock Holmes, A Scandal in Bohemia, s'hi anomena un fictici "Rei d'Escandinàvia", la filla del qual està a punt de casar-se amb el també fictici Rei de Bohèmia, un dels protagonistes de la història.